# Vuelta Ciclista del Uruguay 2012
La 69ª edición de la Vuelta Ciclista del Uruguay se disputó desde el viernes 30 de marzo hasta el domingo 8 de abril de 2012.
El recorrido contó con algo más de 1.500 km a lo largo de 10 etapas, siendo una de ellas contrarreloj.
Estuvo incluida en el calendario del UCI America Tour dentro de la categoría 2.2, siendo la 15.ª carrera de dicha competición.
El ganador de la clasificación general fue el brasileño Magno Nazaret del equipo Funvic-Pindamonhangaba, siendo el segundo ciclista de esa nacionalidad en ganar La Vuelta, después que Pedro Geraldo de Souza ganara en 1971. Lo acompañaron en el podio el estadounidense Tom Zirbel (Optum-Kelly Benefit Strategies) y el argentino Edgardo Simón (Real Cycling Team).
En las clasificaciones secundarias, sprinter y regularidad fueron para los argentinos Darío Díaz y Edgardo Simón respectivamente. En las Metas cima el uruguayo Nemesio García se llevó el triunfo y su compatriota Alan Presa en Sub-23. Por equipos venció el Movistar Team Continental de Colombia.
Otro de los ciclistas destacados de esta ronda fue Keneth Hanson, esprínter estadounidense del equipo Optum-Kelly que obtuvo cuatro victorias de etapa. 

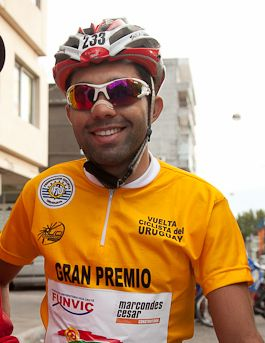
Magno Nazaret, vencedor de la carrera

## Equipos participantes
Tomaron parte 25 equipos, siendo 15 uruguayos y 10 extranjeros para sumar en total 135 ciclistas al momento del inicio de la carrera, finalizando 90 de ellos.

### Equipos extranjeros
Los equipos extranjeros que participaron fueron diez. Cuatro de Brasil: el Funvic, el DataRo, el Real Cycling Team (los 3 de categoría Continental) y el Avaí de Florianópolis. A éstos se sumó el equipo colombiano, también continental Movistar Team y el Boyacá Orgullo de América que en sus filas se encontraba el campeón de la edición 2011, Iván Mauricio Casas. Se produjo el regreso del Optum-Kelly Benefit Strategies, equipo que supo ganar esta ronda en 2009. Además participó un equipo de Guadalupe, el U.S.C. Goyave, el equipo argentino Vinos Fraternal y la Selección de Ecuador.
|  |  |  |

### Equipos locales

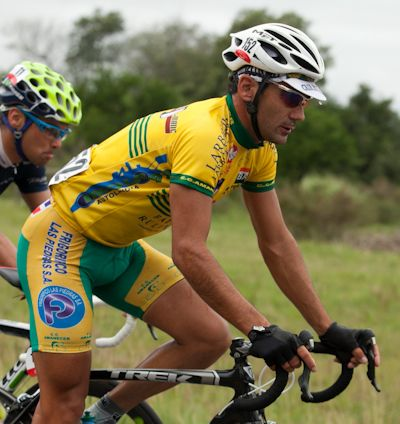
Néstor Pías (Amanecer), mejor uruguayo.

Los equipos locales más destacados eran el Brou-Flores-Porongos, con el vencedor de Rutas de América 2012 Jorge Soto y el Campeón Panamericano contrarreloj Matías Médici; el Club Ciclista Amanecer con Néstor Pías y Álvaro Tardáguila; el Alas Rojas de Santa Lucía, con Richard Mascarañas y Hernán Cline y el Villa Teresa con el esprínter catamarqueño Darío Díaz ganador de 6 etapas en la edición 2011.
| Equipos                        | Categoría   |
| ------------------------------ | ----------- |
| Funvic-Pindamonhangaba         | Continental |
| Real Cycling Team              | Continental |
| Clube DataRo de Ciclismo       | Continental |
| Movistar Team Continental      | Continental |
| Optum-Kelly Benefit Strategies | Continental |
| Boyacá Orgullo de América      | Amateur     |
| Avaí de Florianópolis          | Amateur     |
| Vinos Fraternal (San Juan)     | Amateur     |
| U.S.C Goyave                   | Amateur     |
| Selección de Ecuador           |             |

| Equipos                             |
| ----------------------------------- |
| BROU-Flores-Porongos                |
| Club Ciclista Alas Rojas            |
| Club Ciclista Amanecer              |
| Club Atlético Villa Teresa          |
| Club Ciclista Cerro Largo           |
| Club Ciclista Cruz del Sur          |
| Club Ciclista Estación de Lavalleja |
| Estudiantes El Colla                |
| Club Ciclista Fénix                 |
| Club Ciclista Maroñas               |
| Club Atlético Progreso              |
| San Antonio de Florida              |
| Peñarol de Maldonado                |
| Artigas de San Ramón                |
| Federación Trinitaria               |

## Etapas
El recorrido comenzó como es prácticamente habitual en la capital del país dirigiéndose hacia Trinidad. Las etapas 2, 3 y 4, recorrieron el litoral del río Uruguay, arribando a las ciudades de Mercedes, Paysandú y Salto. La 5.ª etapa partió desde Tacuarembó rumbo al norte por ruta 5 y en el entronque con la ruta 30 (empalme a Tranqueras) se retornó nuevamente a Tacuarembó. La ruta 26 fue el escenario para la 6.ª etapa uniendo Villa Ansina con Melo y tras neutralizar el trayecto hasta Treinta y Tres, en esta partió la 7.ª etapa con punto final en Minas. Nuevamente en Montevideo, la 8.ª etapa fue la contrarreloj individual de 31 km que comenzó frente al Hotel Casino Carrasco y luego de recorrer la rambla costanera de la Ciudad de la Costa hasta El Pinar, se retornó nuevamente al Hotel Casino Carrasco. La 9.ª etapa con salida en Montevideo llegó a Durazno y en la 10.ª, desde Trinidad partió la última etapa retornando a Montevideo.
| Etapa | Fecha       | Recorrido                      | km     | Ganador          | Líder         |
| 1.ª   | 30 de marzo | Montevideo-Trinidad            | 188,1  | Keneth Hanson    | Keneth Hanson |
| 2.ª   | 31 de marzo | Cardona-Mercedes               | 165,1  | Edgardo Simón    | Edgardo Simón |
| 3.ª   | 1 de abril  | Mercedes-Paysandú              | 173,5  | Héctor Aguilar   | Edgardo Simón |
| 4.ª   | 2 de abril  | Paysandú-Salto                 | 113,5  | Darío Díaz       | Edgardo Simón |
| 5.ª   | 3 de abril  | Tacuarembó-Tacuarembó          | 141,1  | Keneth Hanson    | Darío DíazR   |
| 6.ª   | 4 de abril  | Villa Ansina-Melo              | 145,2  | Keneth Hanson    | Keneth Hanson |
| 7.ª   | 5 de abril  | Treinta y Tres-Minas           | 165,9  | Cristian Clavero | Keneth Hanson |
| 8.ª   | 6 de abril  | Montevideo-El Pinar-Montevideo | 31 CRI | Magno Nazaret    | Magno Nazaret |
| 9.ª   | 7 de abril  | Montevideo-Durazno             | 185    | Darío Díaz       | Magno Nazaret |
| 10.ª  | 8 de abril  | Trinidad-Montevideo            | 197,3  | Keneth Hanson    | Magno Nazaret |

## Desarrollo general

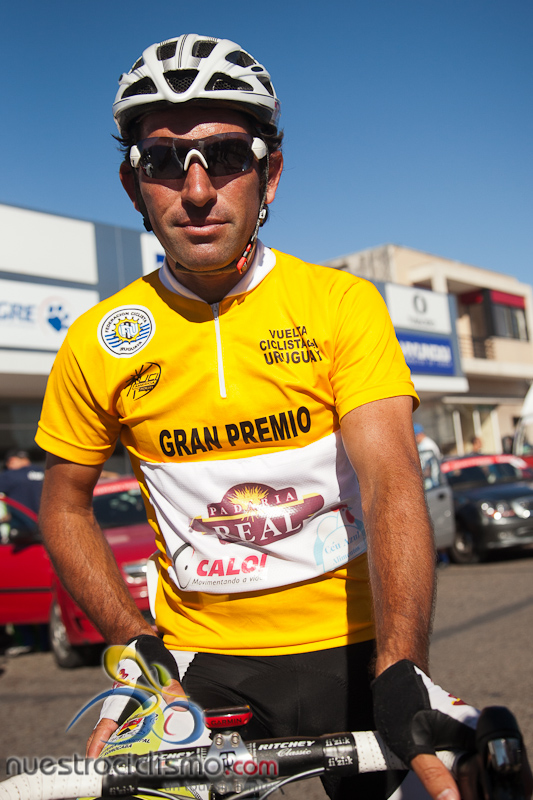
Edgardo Simón, líder durante 3 etapas

Las primeras etapas fueron disputadas en el oeste del país, sin dificultades de carácter topográfico y con escasez de viento. Estas particularidades pesaron para que los ciclistas transiten a alta velocidad. Mayoritariamente se avanzó en forma compacta. Las fugas de ciclistas fueron controladas por los competidores de los equipos más fuertes. Los finales de etapas, al ser definidos en pelotón, fueron rematados por los embaladores. En ellas se destacaron los sprínteres Edgardo Simón (Real Cycling Team), Keneth Hanson (Optum-Kelly Benefit Strategies), Darío Díaz (Villa Teresa), Héctor Aguilar (Funvic) y Marvin Angarita (Movistar Continental). Las bonificaciones obtenidas al cierre de cada etapa fueron las generadoras de los cambios en la clasificación general individual. Al culminar la quinta etapa Darío Díaz (Villa Teresa) era el líder; lo seguían a escasos segundos Keneth Hanson, Edgardo Simón, Héctor Aguilar, entre una cincuentena de ciclistas.
Durante la sexta etapa, la lluvia y el leve viento de costado fueron factores para que se susciten hasta ese momento las circunstancias más relevantes de la competición. El puntero Darío Díaz debió penar con dos pinchaduras en su máquina. En la primera, no tuvo inconvenientes para retornar al pelotón; pero, en la segunda, no lo pudo hacer. El incremento del ritmo de marcha fragmentó al pelotón. Inicialmente 18 competidores quedaron al comando de las acciones; pero posteriormente fueron alcanzados por otro grupo de 18; y más tarde por otro de 15. En la llegada a Melo, Keneth Hanson (Optum-Kelly Benefit Strategies) logró su tercera victoria de etapa y pasó a comandar la general. El que era líder de la clasificación, el argentino Darío Díaz llegó a más de 9 minutos; el sexto, el brasileño Flavio Cardoso (Funvic), a más de 8 minutos; y el campeón panamericano contrarreloj, el argentino Matías Médici (BROU-Flores-Porongos), a casi 4 minutos y medio.
En la 7.ª etapa, nuevamente el viento y la lluvia fue protagonista pero sin mayores consecuencias también. A 20 km de iniciar en Treinta y Tres el pelotón se dividió en varios grupos. En el pelotón de cabeza de 26 unidades, estaban casi todos los ciclistas que hacen una buena contrarreloj; Casas, Zirbel, Zwizanski, Soto, Simón, Tardáguila, Cabrera, Médici entre otros. El líder de la clasificación, Keneth Hanson quedó en un segundo grupo de 21 unidades donde también estaba todo el equipo del Funvic. Con diferencias que oscilaron entre los 20 y los 50 segundos, la persecución del segundo pelotón duró 70 km, hasta que finalmente se unieron los 2 grupos. Posteriormente 5 ciclistas iniciaron una fuga; Iván Casas, Luis Fernando Macías, Hernán Cline, Luis Alberto Martínez y Fernando Méndez quienes llegaron a tener más de 3 minutos de diferencia. Méndez se retrasó y el pelotón apuró el paso faltando 30 km y los 4 sobrevivientes de la fuga fueron cazados en las puertas de la ciudad de Minas. Nuevamente en esprint masivo, Cristian Clavero se llevó el triunfo mientras que Hanson mantuvo el maillot oro.

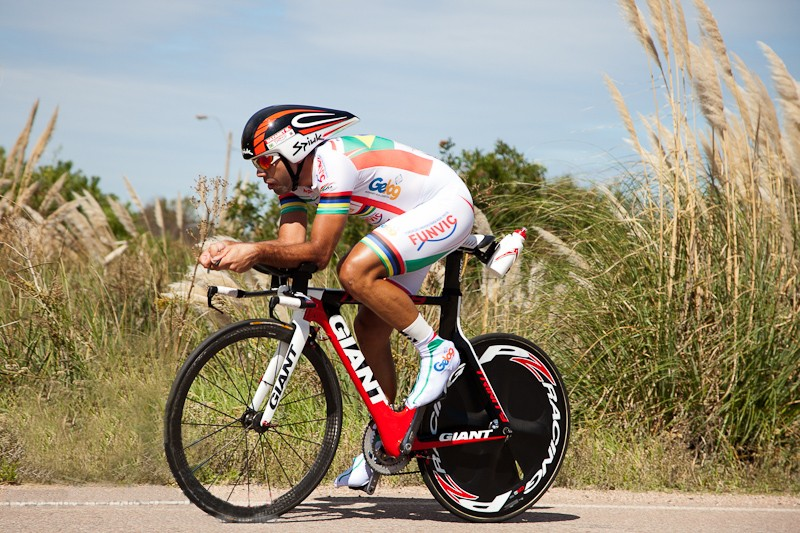
Magno Nazaret, en la contrarreloj

Luego de 7 etapas con llegadas en sprint, 33 ciclistas se encontraban en la general a un máximo de 37 segundos. La contrarreloj era la etapa que daría un nuevo orden a la clasificación. Con un fuerte viento a favor en el trayecto de ida y en contra al regreso, los favoritos no defraudaron y se ubicaron en los primeros lugares de la etapa. El brasileño Magno Nazaret fue el ganador con 37' 11" seguido de Matías Médici, (invirtiéndose el orden de los panamericanos de Mar del Plata disputados un mes antes). El tercer tiempo fue para el vice campeón contrarreloj estadounidense Tom Zirbel, seguido de su compañero Zwizanski (vencedor en 2009), mientras que el campeón defensor Iván Casas fue 6º y Edgardo Simón que tenía una ventaja de 30" sobre ellos, fue 10.º. La nueva clasificación quedó encabezada por Nazaret, seguido de Zirbel a 18" y Swizanski a 32".
Con el nuevo panorama tras la contrarreloj, apenas iniciar la 9.ª etapa el BROU-Flores y el Alas Rojas, lanzaron ciclistas que estaban relativamente lejos en la clasificación. Luis Alberto Martínez, José Luis Miraglia, Tom Soladay y Nemesio García protagonizaron la fuga del día, tras estar 130 km en la delantera y llegando a distanciarse más de 4 minutos, hecho que colocaba a Miraglia como líder virtual. Encabezado por el Funvic, el pelotón no se preocupó mayormente hasta que un intento de fuga en solitario de Iván Casas rompió la tranquilidad. El grupo se fraccionó en dos y luego de algunos kilómetros, Casas fue absorbido por el primer pelotón para más tarde dar caza a los 4 fugados. En los últimos 30 km hubo más intentos de Pías, Soto, Simón, Pasamontes pero todos fueron controlados por el malla Magno Nazaret y su equipo. En otra llegada en sprint en Durazno, Darío Díaz alcanzó la 2.ª victoria, siendo Simón segundo y Clavero tercero.
La última etapa como suele suceder, no trajo consecuencias para el líder. Sólo se planteó una fuga de 10 ciclistas en la que estaban 2 del equipo BROU-Flores, Luis Martínez y Gabriel Richard intentando buscar el primer lugar por equipos pero que no se concretó. En el final en Montevideo, Keneth Hanson alcanzó la cuarta victoria de etapa y Magno Nazaret se convirtió en el primer brasileño después de 41 años en ganar esta carrera.

## Bonificaciones
La carrera otorgó bonificaciones en tiempo que se descontaban de la clasificación general a los ciclistas que las obtenían. Estas eran; en las llegadas 10 segundos al primero, 6 al segundo, y 4 al tercero. Además se disputaron 4 metas volantes durante el transcurso de cada etapa (metas sprint y metas cima). En 2 de ellas también se otorgabann bonificaciones de 3 segundos al primero, 2 al segundo y 1 al tercero.
| Posición | Bonificación |
| -------- | ------------ |
| 1º       | 10s          |
| 2º       | 6s           |
| 3º       | 4s           |

| Posición | Bonificación |
| -------- | ------------ |
| 1º       | 3s           |
| 2º       | 2s           |
| 3º       | 1s           |

## Clasificaciones
- Las clasificaciones culminaron de la siguiente forma:[20]

### Clasificación general
| Pos.      | Ciclista        | Equipo                         | Tiempo           |
| --------- | --------------- | ------------------------------ | ---------------- |
| Malla oro | Magno Nazaret   | Funvic-Pindamonhangaba         | 36 h 05 min 35 s |
| 2.º       | Tom Zirbel      | Optum-Kelly Benefit Strategies | a 18 s           |
| 3.º       | Edgardo Simón   | Real Cycling Team              | a 26 s           |
| 4.º       | Scott Zwizanski | Optum-Kelly Benefit Strategies | a 32 s           |
| 5.º       | Iván Casas      | Boyacá Orgullo de América      | a 43 s           |
| 6.º       | Néstor Pías     | Amanecer                       | a 59 s           |
| 7.º       | Luis Amorim     | Real                           | a 1 min 03 s     |
| 8.º       | Luis Pasamontes | Movistar Continental           | a 1 min 09 s     |
| 9.º       | Ramiro Cabrera  | Movistar Continental           | a 1 min 24 s     |
| 10.º      | Carlos Gálviz   | Movistar Continental           | a 1 min 25 s     |

| 11.º | Cristian Clavero      | Avaí de Florianópolis          | a 1 min 34 s  |
| 12.º | Mariano De Fino       | Villa Teresa                   | a 1 min 35 s  |
| 13.º | Jorge Soto            | BROU-Flores-Porongos           | a 1 min 51 s  |
| 14.º | Ludovic Turpin        | U.S.C Goyave                   | a 1 min 58 s  |
| 15.º | Jorge Bravo           | Alas Rojas                     | a 2 min 30 s  |
| 16.º | Hernán Cline          | Alas Rojas                     | a 2 min 52 s  |
| 17.º | Gregory Panizo        | Funvic-Pindamonhangaba         | a 2 min 55 s  |
| 18.º | Richard Mascarañas    | Alas Rojas                     | a 2 min 58 s  |
| 19.º | Luis Fernando Macías  | Movistar Continental           | a 3 min 09 s  |
| 20.º | Alan Presa            | Alas Rojas                     | a 3 min 17 s  |
| 21.º | Keneth Hanson         | Optum-Kelly Benefit Strategies | a 3 min 18 s  |
| 22.º | Segundo Navarrete     | Selección de Ecuador           | a 3 min 40 s  |
| 23.º | Agustín Margalef      | Amanecer                       | a 3 min 40 s  |
| 24.º | Gonzalo Tagliabúe     | Villa Teresa                   | a 3 min 48 s  |
| 25.º | José Luis Miraglia    | Alas Rojas                     | a 4 min 08 s  |
| 26.º | Álvaro Tardáguila     | Amanecer                       | a 4 min 09 s  |
| 27.º | Matías Médici         | BROU-Flores-Porongos           | a 4 min 29 s  |
| 28.º | Emanuel Yanes         | Federación Trinitaria          | a 5 min 18 s  |
| 29.º | Iván Malpica          | Boyacá Orgullo de América      | a 5 min 34 s  |
| 30.º | Adam Pierzca          | U.S.C. Goyave                  | a 6 min 03 s  |
| 31.º | Edgar Palma           | Amanecer                       | a 8 min 34 s  |
| 32.º | Roberto Pinheiro      | Funvic-Pindamonhangaba         | m.t.          |
| 33.º | Roderyck Asconeguy    | BROU-Flores-Porongos           | a 9 min 02 s  |
| 34.º | Antonio Nascimento    | Funvic-Pindamonhangaba         | a 9 min 34 s  |
| 35.º | Gabriel Richard       | BROU-Flores-Porongos           | a 11 min 02 s |
| 36.º | Jefferson Vargas      | Boyacá Orgullo de América      | a 11 min 12 s |
| 37.º | Cleberson Weber       | DataRo                         | a 11 min 26 s |
| 38.º | Darío Díaz            | Villa Teresa                   | a 12 min 07 s |
| 39.º | Fernando Méndez       | Fénix                          | a 12 min 08 s |
| 40.º | Luis Alberto Martínez | BROU-Flores-Porongos           | a 12 min 09 s |
| 41.º | Mateo Sasso           | Villa Teresa                   | a 14 min 02 s |
| 42.º | Edwin Sánchez         | U.S.C. Goyave                  | a 19 min 36 s |
| 43.º | Alex Diniz            | Real                           | a 22 min 25 s |
| 44.º | José Ragonessi        | Selección de Ecuador           | a 23 min 14 s |
| 45.º | Jonathan Paredes      | Boyacá Orgullo de América      | a 23 min 59 s |
| 46.º | Eriberto Rodrígues    | Real                           | a 24 min 25 s |
| 47.º | Héctor Aguilar        | Funvic-Pindamonhangaba         | a 24 min 45 s |
| 48.º | Javier Moreira        | Cruz del Sur                   | a 25 min 16 s |
| 49.º | Rafael Ferrero        | Amanecer                       | a 25 min 22 s |
| 50.º | Bilker Castro         | Cerro Largo                    | a 26 min 06 s |

### Clasificación premio esprínter
| Pos.        | Ciclista              | Equipo               | Puntos |
| ----------- | --------------------- | -------------------- | ------ |
| Malla verde | Darío Díaz            | Villa Teresa         | 18     |
| 2.º         | Luis Alberto Martínez | BROU-Flores-Porongos | 12     |
| 3.º         | Christian Larrama     | Estudiantes El Colla | 10     |

| 4.º | Cristian Clavero     | Avaí de Florianópolis | 8 |
| 5.º | Edwin Sánchez        | U.S.C. Goyave         | 7 |
| 6.º | Luis Fernando Macías | Movistar Continental  | 5 |
| 7.º | Matías Pérez         | Maroñas               | 5 |
| 8.º | Jorge Soto           | BROU-Flores-Porongos  | 3 |

### Clasificación premio cima
| Pos.       | Ciclista         | Equipo                | Puntos |
| ---------- | ---------------- | --------------------- | ------ |
| Malla roja | Nemesio García   | Cerro Largo           | 25     |
| 2.º        | Cristian Clavero | Avaí de Florianópolis | 18     |
| 3.º        | Edwin Sánchez    | USC Goyave            | 13     |

| 4.º | Matías Pérez         | Maroñas              | 10 |
| 5.º | Eriberto Rodrígues   | Real                 | 8  |
| 6.º | Román Mastrangelo    | Fénix                | 8  |
| 7.º | Darío Díaz           | Villa Teresa         | 8  |
| 8.º | Luis Fernando Macías | Movistar Continental | 8  |

### Clasificación premio regularidad
| Pos.       | Ciclista      | Equipo                         | Puntos |
| ---------- | ------------- | ------------------------------ | ------ |
| Malla Azul | Edgardo Simón | Real                           | 93     |
| 2.º        | Keneth Hanson | Optum-Kelly Benefit Strategies | 91     |
| 3.º        | Darío Díaz    | Villa Teresa                   | 68     |

| 4.º  | Héctor Aguilar       | Funvic-Pindamonhangaba | 58 |
| 5.º  | Cristian Clavero     | Avaí de Florianópolis  | 57 |
| 6.º  | Luis Pasamontes      | Movistar Continental   | 50 |
| 7.º  | Roberto Pinheiro     | Funvic-Pindamonhangaba | 28 |
| 8.º  | Luis Fernando Macías | Movistar Continental   | 21 |
| 9.º  | Magno Nazaret        | Funvic-Pindamonhangaba | 18 |
| 10.º | Bilker Castro        | Cerro Largo            | 14 |

### Clasificación sub-23
| Pos.       | Ciclista           | Equipo               | Tiempo           |
| ---------- | ------------------ | -------------------- | ---------------- |
| Malla rosa | Alan Presa         | Alas Rojas           | 36 h 08 min 52 s |
| 2.º        | Roderyck Asconeguy | BROU-Flores-Porongos | a 5 min 45 s     |
| 3.º        | Rafael Ferrero     | Amanecer             | a 22 min 05 s    |
| 4.º        | Bilker Castro      | Cerro Largo          | a 22 min 49 s    |
| 5.º        | Ignacio Maldonado  | BROU-Flores-Porongos | a 23 min 08 s    |

### Clasificación por equipos
| Pos. | Equipo                         | Tiempo            |
| ---- | ------------------------------ | ----------------- |
| 1.º  | Movistar Continental           | 108 h 20 min 16 s |
| 2.º  | Optum-Kelly Benefit Strategies | a 1 min 05 s      |
| 3.º  | Funvic-Pindamonhangaba         | a 1 min 22 s      |
| 4.º  | BROU-Flores-Porongos           | a 1 min 41 s      |
| 5.º  | Amanecer                       | a 3 min 56 s      |

| 6.º  | Alas Rojas                | a 4 min 42 s      |
| 7.º  | Boyacá Orgullo de América | a 8 min 30 s      |
| 8.º  | Villa Teresa              | a 14 min 32 s     |
| 9.º  | Real                      | a 18 min 50 s     |
| 10.º | U.S.C. Goyave             | a 19 min 54 s     |
| 11.º | Clube DataRo de Ciclismo  | a 24 min 31 s     |
| 12.º | Selección de Ecuador      | a 1 h 04 min 57 s |
| 13.º | Fénix                     | a 1 h 11 min 14 s |
| 14.º | Cerro Largo               | a 1 h 28 min 31 s |
| 15.º | Avaí de Florianópolis     | a 1 h 32 min 15 s |

## UCI America Tour
La carrera al estar integrada al calendario internacional americano 2011-2012 otorgó puntos para dicho campeonato. El baremo de puntuación es el siguiente:
| Posición                    | 1.º | 2.º | 3.º | 4.º | 5.º | 6.º | 7.º | 8.º |
| Clasificación general final | 40  | 30  | 16  | 12  | 10  | 8   | 6   | 3   |
| Por etapa                   | 8   | 5   | 2   |     |     |     |     |     |
| Líder general por etapa     | 4   |     |     |     |     |     |     |     |

Los 10 ciclistas que obtuvieron más puntaje fueron los siguientes:
| Ciclista           | Equipo                         | General | Etapa | Líder | Total |
| ------------------ | ------------------------------ | ------- | ----- | ----- | ----- |
| Edgardo Simón      | Real                           | 16      | 35    | 12    | 63    |
| Magno Nazaret      | Funvic-Pindamonhangaba         | 40      | 8     | 8     | 56    |
| Keneth Hanson      | Optum-Kelly Benefit Strategies | -       | 37    | 12    | 49    |
| Tom Zirbel         | Optum-Kelly Benefit Strategies | 30      | 2     | -     | 32    |
| Darío Díaz**       | Villa Teresa                   | -       | 23    | 4     | 27    |
| Héctor Aguilar     | Funvic-Pindamonhangaba         | -       | 15    | -     | 15    |
| Cristian Clavero** | Avaí de Florianópolis          | -       | 14    | -     | 14    |
| Scott Zwizanski    | Optum-Kelly Benefit Strategies | 12      | -     | -     | 12    |
| Iván Casas**       | Boyacá Orgullo de América      | 10      | -     | -     | 10    |
| Néstor Pías**      | Amanecer                       | 8       | -     | -     | 8     |

- ** Sus puntos no van a la clasificación por equipos del UCI América Tour. Sólo van a la clasificación individual y por países, ya que los equipos a los que pertenecen no son profesionales.